# Maitaca-verde
A maitaca-verde (Pionus maximiliani) é uma ave da família dos Psittacidae. Encontra-se no cerrado e caatinga do central-leste e do nordeste do Brasil; também é encontrada na Bolívia, Paraguai e regiões do norte da Argentina. Seus habitat naturais são florestas subtropicais, florestas úmidas subtropicais e montanhas úmidas subtropicais ou tropicais. Em alguns lugares do Brasil, é conhecida como cocota. Normalmente, possui o corpo todo verde, com o topo da cabeça em penas vermelhas e penas amarelas embaixo das asas.

## Etimologia
"Maitaca" (eventualmente escrito como "Maritaca" ) origina-se do termo tupi mba'é taka, que significa "coisa barulhenta".

## Subespécies
São reconhecidas quatro subespécies:

- Pionus maximiliani maximiliani (Kuhl, 1820) - ocorre no nordeste do Brasil, do estado do Ceará até o estado do Espírito Santo e Sul do estado de Goiás. A cabeça desta subespécie é esverdeada com as penas marginadas escuras e o mento avermelhado.
- Pionus maximiliani siy (Souance, 1856) - ocorre do sudeste da Bolívia até o Paraguai, oeste do Brasil (Mato Grosso), e norte da Argentina. Esta subespécie possui a cabeça mais escura, com a parte de trás verde-amarelada e o azul da garganta mais claro. Seu anel perioftálmico branco é largo e sua asa é menor que 180 mm de comprimento.
- Pionus maximiliani melanoblepharus (Ribeiro, 1920) - ocorre do leste do Paraguai até o sudeste do Brasil e no nordeste da Argentina, na província de Misiones. Esta subespécie possui o mento sem vermelho e a asa acima de 180 mm de comprimento.
- Pionus maximiliani lacerus (Heine, 1884) - ocorre no nordeste da Argentina, nas regiões de Tucumán, Catamarca e Sul de Salta.

Galeria
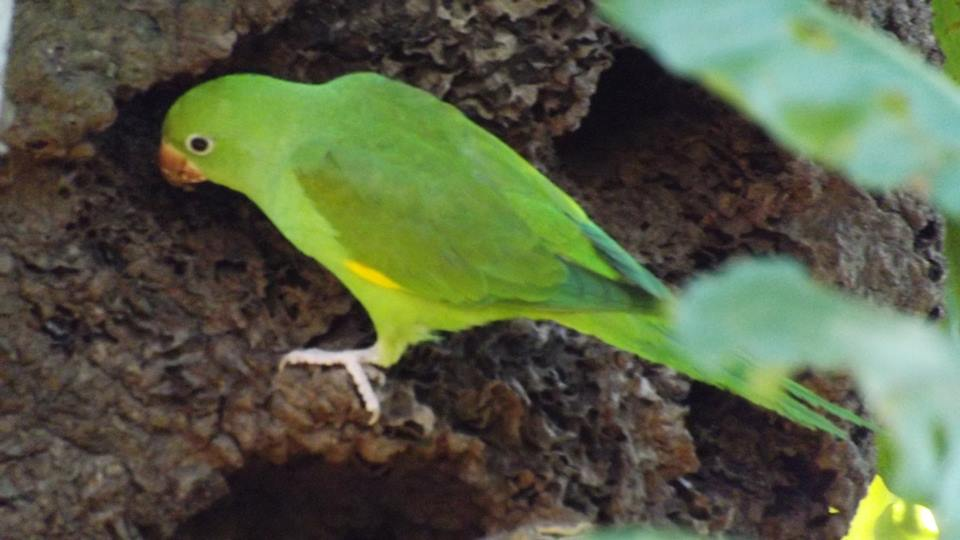
selvagem
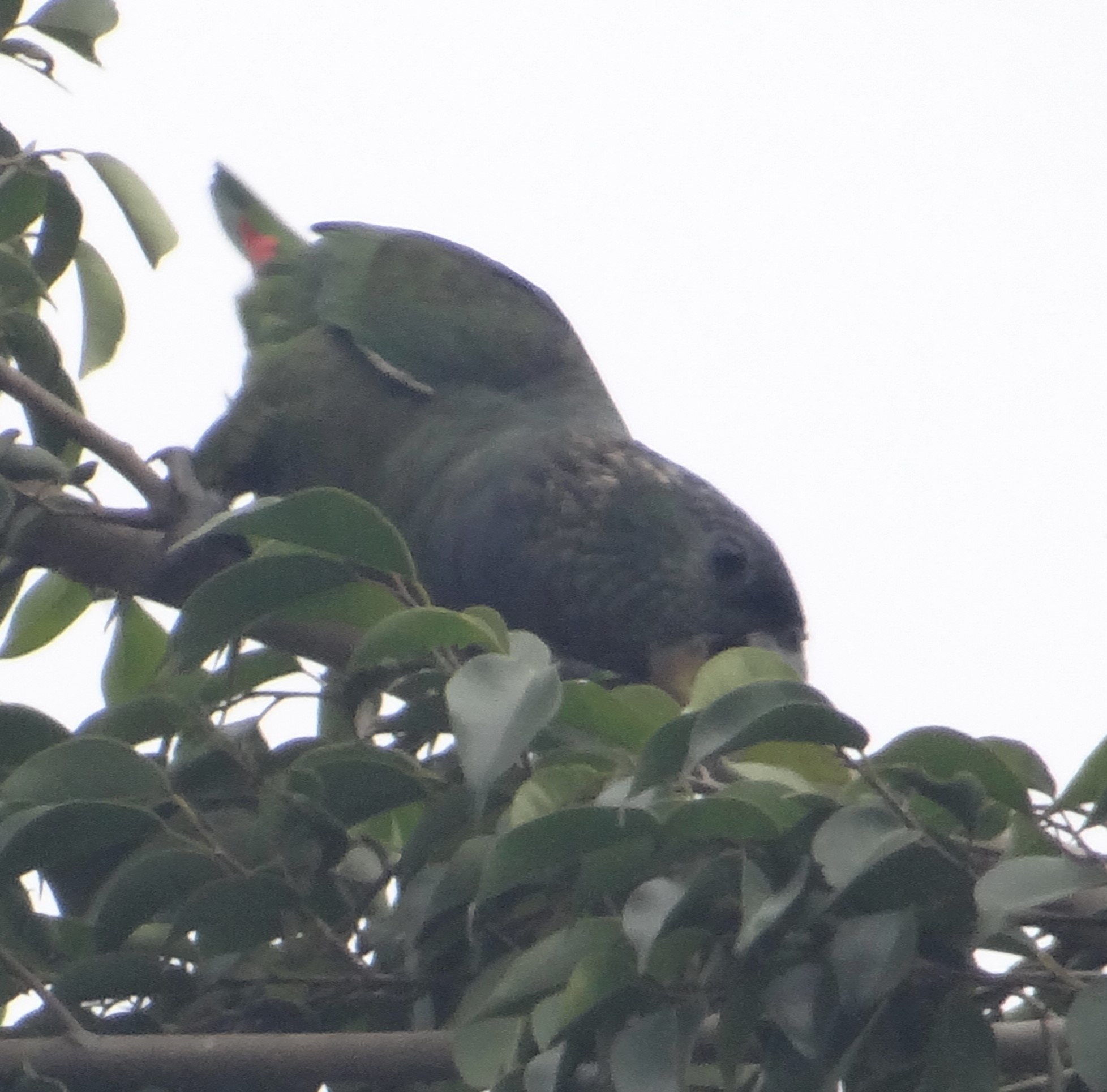
Maitaca verde em liberdade no município de Piracicaba